# Juho Malkamäki

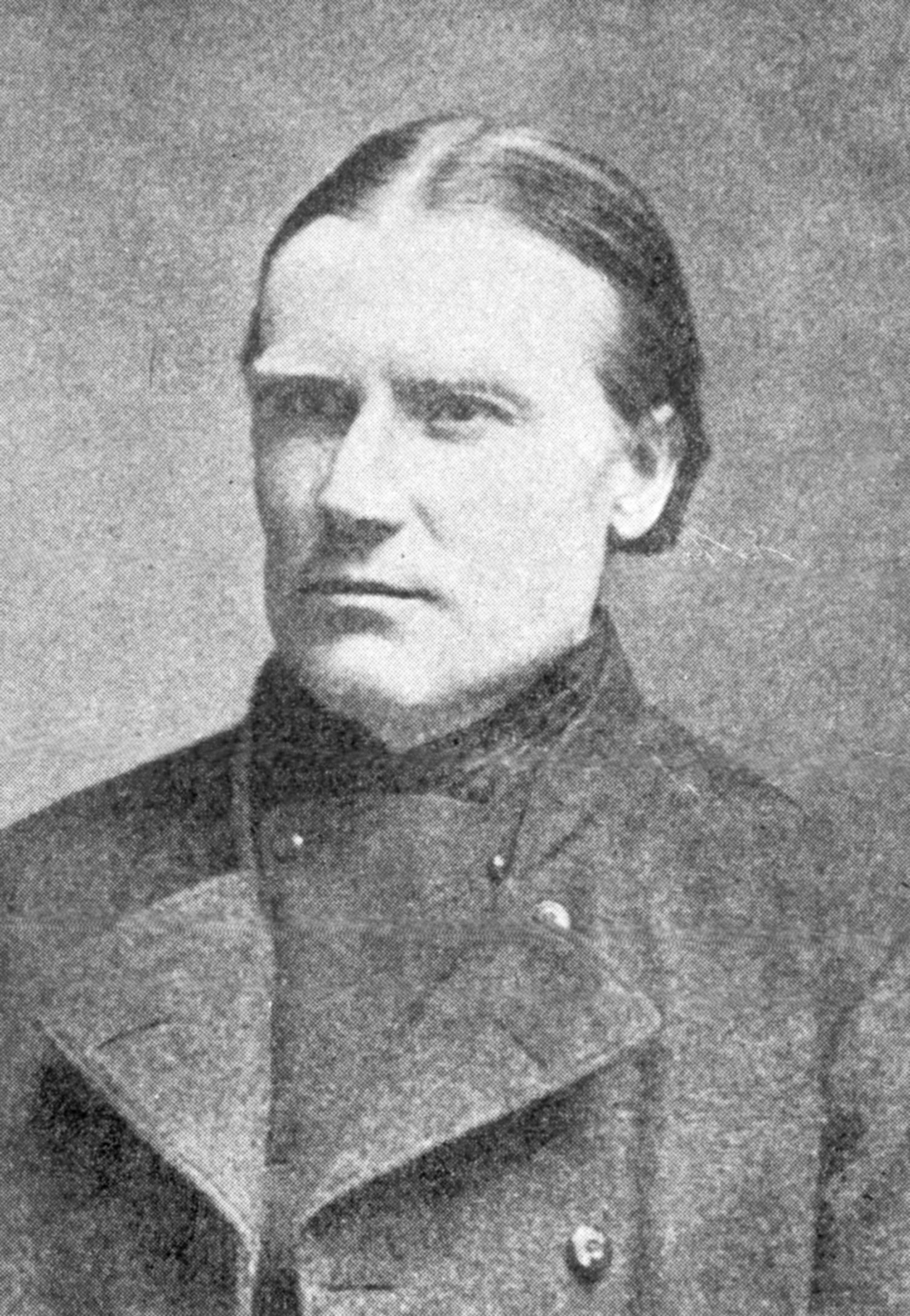
Juho Malkamäki.

Juho Malkamäki, född 23 maj 1844 i Ylistaro, död 13 januari 1928 i Ylistaro, var en finsk väckelseledare och jordbrukare. 
Malkamäki blev redan vid 19 års ålder husbonde på släktgården. Malkamäki innehade några offentliga uppdrag, som exempelvis i lantdagen 1888 som ledamot av bondeståndet och representerade 1909-1911 finska partiet samt var även kyrkoförsamlingens medlem. Han var tillsammans med Wilhelmi Malmivaara och Magnus Rosendal på 1880-talet en av den förnyade väckelsens ledare. 
Malkamäki var ingen medryckande talare, men övertygade genom värmen och djupet i sin personlighet. Han verkade främst för nykterhet och folkupplysning.